# Yamauchi Kazutoyo
Yamauchi Kazutoyo (山内 一豊?; 1546 – 1º novembre 1605) fu un daimyō giapponese dei periodi Sengoku ed Edo, servitore di Oda Nobunaga, Toyotomi Hideyoshi e infine di Tokugawa Ieyasu.

## Biografia
Kazutoyo nacque nella provincia di Owari ed era figlio di Yamauchi Moritoyo, il quale morì in battaglia nel 1559 quando Kazutoyo aveva quattordici anni. Dopo aver vagato come ronin per un certo periodo, entrò al servizio di Oda Nobunaga dal 1565 fino alla morte di quest'ultimo nel 1582, e partecipò alle battaglie di Anegawa e Nagashino. Successivamente divenne servitore di Toyotomi Hideyoshi e gli fu assegnato un dominio di 400 koku a Karakuni, e fu in seguito trasferito a Nagahama nella provincia di Ōmi. Dopo la campagna di Odawara e il trasferimento di Tokugawa Ieyasu nel Kantō nel 1590, Kazutoyo ricevette il feudo di 50.000 koku di Kakegawa nella provincia di Tōtōmi; il feudo fu successivamente esteso a 60.000 koku.
Kazutoyo si schierò con Tokugawa Ieyasu nella campagna di Sekigahara partecipando all'assedio di Gifu, e guidando 2.000 uomini nella retroguardia durante la battaglia principale. Sebbene le dimensioni del suo contributo militare alla campagna non fossero particolarmente considerevoli, Kazutoyo era uno dei principali ex servitori Toyotomi che si offrirono volentieri di rinunciare a tutto il loro territorio per seguire Ieyasu, e fu quindi calorosamente ricompensato per il suo servizio eccezionalmente leale, vedendosi assegnato il dominio di Kōchi nella provincia di Tosa.
Un gruppo di ex servitori dei Chōsokabe, tra cui samurai rurali chiamati ichiryô gusoku, resistette al trasferimento di Yamauchi, rintanandosi nel castello di Urado, sparando agli inviati dei Tokugawa e insistendo sul fatto che a Chōsokabe Morichika fosse permesso di mantenere almeno metà del suo dominio, come altri signori perdenti avevano negoziato con successo. Ieyasu inviò forze per aiutare Kazutoyo a conquistare il castello e, con l'aiuto di Ii Naomasa e un certo numero di alti servitori Chōsokabe che aprirono le porte al castello, gli Yamauchi furono in grado di prendere il castello e rivendicare il controllo del dominio. Come risultato della sua dipendenza dall'aiuto di Ieyasu nel pacificare il dominio, Kazutoyo rimase considerevolmente in debito con i Tokugawa nelle prime fasi del periodo Edo; il modo violento con cui Kazutoyo rovesciò i ribelli portò tuttavia a tensioni con i samurai e gli altri cittadini di Tosa per qualche tempo a venire. In seguito all'arrivo personale di Kazutoyo nel dominio molti servitori Chōsokabe furono banditi dal dominio e divennero ronin, mentre altri furono giustiziati dagli Yamauchi; ad alcuni samurai rurali fu permesso di conservare la loro terra e il loro status, diventando gōshi, ma molti altri, sebbene autorizzati a conservare la loro terra, furono privati del loro status di samurai, diventando contadini, sebbene prominenti, e molti di questi divennero anziani o capi di villaggio.
I leader di Tosa calcolarono il kokudaka del dominio sulla base di indagini catastali di Chōsokabe, riportando una cifra appena sopra i 200.000 koku allo shogunato Tokugawa nel 1604; questa cifra divenne il kokudaka ufficiale del dominio per il resto del periodo. Kazutoyo dispensò terre per i suoi servitori, trattenendo circa 45.000 koku di terra per sé e concedendo il castello di Nakamura e terre per 20.000 koku a suo fratello Yamauchi Yasutoyo, mentre un altro insieme di terre, con un valore compreso tra 1.100 e 10.000 koku e ciascuno centrato in un castello, furono concessi a cinque dei suoi servitori più anziani. Circa un centinaio di samurai di rango inferiore ebbero feudi che andavano da 20 a 7.000 koku di valore, assieme a residenze nella città di Kōchi, mentre i rimanenti servitori di rango inferiore ricevettero stipendi ma nessuna terra.
Kazutoyo morì nel 1605 e fu succeduto come signore di Tosa da suo nipote Yamauchi Tadayoshi e i suoi discendenti rimasero in quel feudo fino alla restaurazione Meiji.